# Boistrudan
Boistrudan (bretonisch: Koetruzan; Gallo: Boéz-Trudan) ist eine französische Gemeinde mit 726 Einwohnern (Stand: 1. Januar 2022) im Département Ille-et-Vilaine in der Region Bretagne. Sie gehört zum Arrondissement Fougères-Vitré und zum Kanton Châteaugiron (bis 2015: Kanton Janzé). Die Einwohner werden Boistrudanais und Boistrudanaises genannt.

## Geographie
Boistrudan liegt etwa 20 Kilometer südöstlich von Rennes. Der Fluss Seiche begrenzt die Gemeinde im Süden. Umgeben wird Boistrudan von den Nachbargemeinden Piré-Chancé mit Piré-sur-Seiche im Norden und Nordwesten, Moulins im Nordosten, Marcillé-Robert im Osten und Südosten sowie Essé im Süden und Westen.

## Bevölkerungsentwicklung

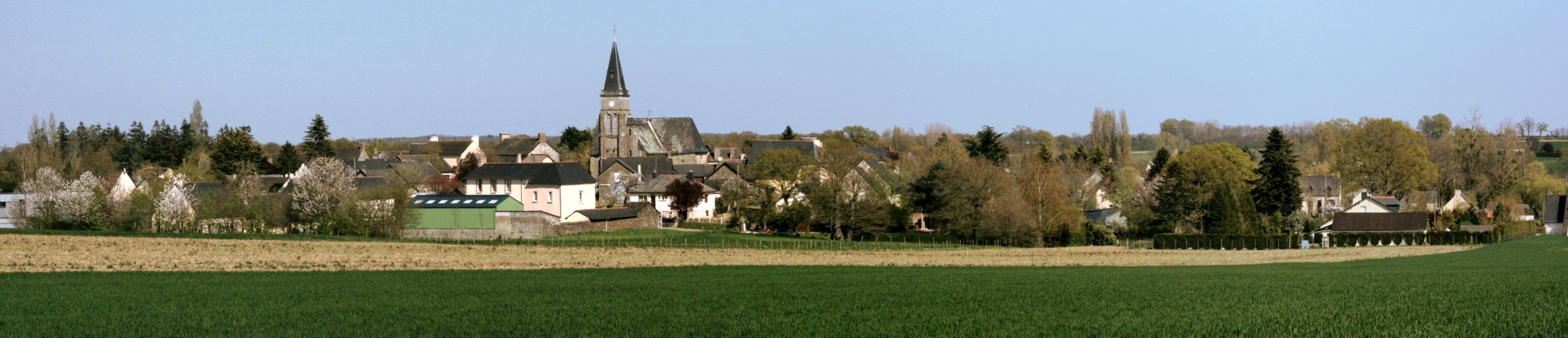
Boistrudan

| Jahr                      | 1962 | 1968 | 1975 | 1982 | 1990 | 1999 | 2006 | 2017 |
| Einwohner                 | 606  | 576  | 505  | 475  | 501  | 494  | 644  | 710  |
| Quelle: Cassini und INSEE |      |      |      |      |      |      |      |      |

## Sehenswürdigkeiten
- Ehemalige Prioratskirche, heutige Pfarrkirche Saint-Jacques-le-Majeur, mit einem Langhaus aus dem 12. Jahrhundert und späteren Erweiterungen und Umgestaltungen

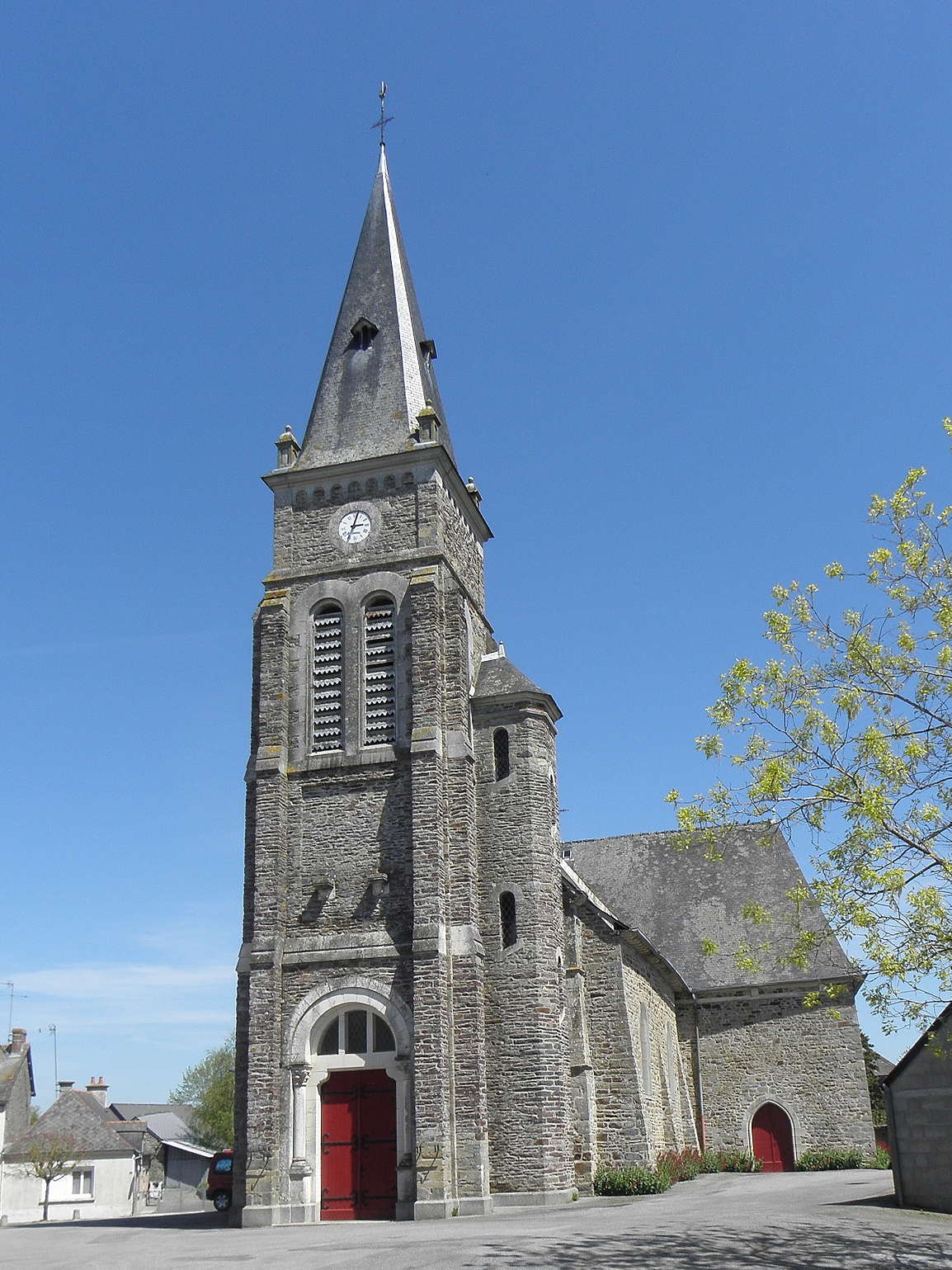
Pfarrkirche Saint-Jacques-le-Majeur